# 力度伸

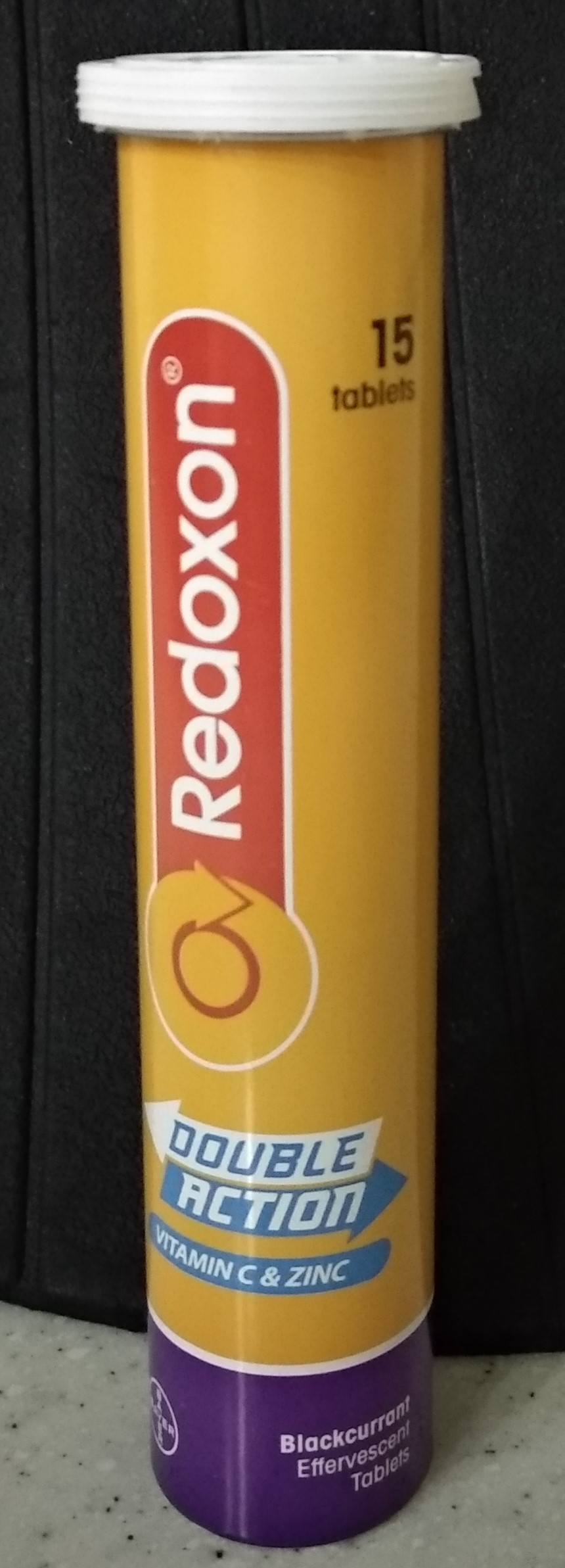
力度伸

力度伸（Redoxon）是一款维生素C泡騰片品牌。它由维生素C和碳酸氢钠复合而成。当泡騰片放入中时会與水发生反应，生成抗坏血酸钠、水和二氧化碳，从而产生泡騰現象。  力度伸于1934年由罗氏推出，由化学家塔德乌什·赖希施泰因领导的团队开发，也是历史上第一款實現大规模生产的合成维生素產品。 该品牌现在归德国制药公司拜耳所有，并在许多国家销售。 